# Condica palpalis
Condica palpalis là một loài bướm đêm trong họ Noctuidae.